# Noah Botić
Noah Vinko Botić (* 11. Januar 2002 in Sydney) ist ein australisch-kroatischer Fußballspieler.

## Karriere

### Verein
Der Sohn einer gebürtigen Australierin mit kroatischen Wurzeln und eines kroatischen Vaters aus Split entschied sich – trotz der Popularität von Rugby und Australian Football – für den Fußball und spielte bei Klubs in und um seiner Geburtsstadt Sydney. Später spielte Noah Botić sowohl bei Hajduk Split in Kroatien und bei Manchester United in England vor; obwohl zum Beispiel auch der FC Everton und der FC Bayern München an ihm interessiert waren, entschied er sich für einen Wechsel in das Nachwuchsleistungszentrum der TSG 1899 Hoffenheim und verließ somit seinen bisherigen Klub Rockdale City Suns aus den zweitklassigen National Premier Leagues, für dessen Jugend Botic 18 Tore erzielt hatte. Nach zwei Jahren in Hoffenheim kehrte Botic zur Saison 2021/22 nach Australien zurück und schloss sich dem in der A-League Men spielenden Klub Western United an. Für diesen debütierte er im März 2022 per Einwechslung gegen den Sydney FC.
Nach vier Jahren bei Western United wechselte Botić zur Saison 2025/26 zum österreichischen Bundesligisten FK Austria Wien, bei dem er einen bis 2028 laufenden Vertrag erhielt.

### Nationalmannschaft
Bei der U16-Asienmeisterschaft 2018 in Malaysia trug Noah Botic mit fünf Toren zum Einzug ins Halbfinale bei, in dem Australien gegen Japan ausschied. Mit der Halbfinalteilnahme qualifizierte sich Australien für die U17-Weltmeisterschaft 2019 in Brasilien. Bei diesem Turnier schied die australische Elf im Achtelfinale gegen Frankreich aus. Dabei erzielte Botic in vier Partien vier Tore.

## Sonstiges
Noah Botić besitzt neben der australischen auch die kroatische Staatsbürgerschaft. Letzteres war für seinen Wechsel ins Nachwuchsleistungszentrum der TSG 1899 Hoffenheim wichtig, da ein Spielerwechsel eines unter 18-jährigen aus einem Land außerhalb der Europäischen Union bzw. des Europäischen Wirtschaftsraums nicht gestattet ist und innerhalb dieses Gebiets erst ab 16 Jahren erlaubt ist.